# Diogo Gomes Carneiro
Diogo Gomes Carneiro foi escritor nascido no Rio de Janeiro, talvez em 1618, e morto em Lisboa em 1676. Fez publicar em Lisboa em 1641, em louvor da Aclamação de D. João IV, uma peça em estilo gongórico intitulada Oração apodíxica aos scismáticos da Pátria.
Segundo o escritor brasileiro Vivaldo Coaracy em sua obra «O Rio de Janeiro no século 17», página 110, ser de valor praticamente nulo como obra literária, mas merece registro como primeiro trabalho impresso de autoria de um filho do Rio de Janeiro. Estudou em Coimbra, em cuja Universidade obteve o grau de Doutor em Leis. Entregou-se a lides literárias, diz Vivaldo Coaracy, traduzindo várias obras do italiano e do castelhano e produzindo alguns trabalhos originais que foram apreciados no seu tempo. Pouco se sabe de sua vida mas parece que não voltou ao Brasil. Foi entretanto o primeiro cronista oficial do Brasil por nomeação régia. A carta de nomeação como cronista-mor pelo Rei Dom Pedro II de Portugal, datada de 20 de maio de 1673 segundo o historiador Alberto Lamego, foi descoberta pelo membro supranumerário Francisco Gomes de Abreu Lima da Academia Brasílica dos Renascidos, anunciada em sessão de 2 de junho de 1759.